# Skrīveri (novads)
Skrīveri (łot.: Skrīveru novads) – jeden z łotewskich novadsów, funkcjonujący w latach 2009–2021.

## Historia
Novads powstało na terenach należących przed 2009 do rejonu Aizkraukle.
W skład novadsu wchodził obszar pagastsu Skrīveri. Jego stolicą została wieś Skrīveri.
Zlikwidowany w ramach reformy administracyjnej 30 czerwca 2021. Wszedł w całości w skład nowego novadsu Aizkraukle.